# Tiphia flavipalpis
Tiphia flavipalpis (лат.) — вид ос рода Tiphia из семейства Tiphiidae (Hymenoptera). Индия, Непал, Таиланд. 

## Описание
Жалящие перепончатокрылые. Длина тела 8,9—11,4 мм. Клипеус крупнопунктированный с выемчатым срединным расширением; мандибулы без преапикального отростка; лапки темно-коричневые; метанотум с мелкими точками; дорсальная сторона проподеума с ареолой прямоугольной формы и равной 1,25 × её апикальной ширины; переднее крыло с маргинальной ячейкой значительно длиннее второй кубитальной ячейки в апикальном расширении. Личинки предположительно, как и близкие виды, паразитируют на пластинчатоусых жуках (Scarabaeidae, Rutelidae, Cetoniinae). Вид был впервые описан в 1975 году американским энтомологом Гарри Виллисом Алленом (1892—1981), а его валидный статус подтверждён в 2022 году.